# Wilhelmsdorf (Gemeinde Raabs)
Der Wilhelmshof ist ein Gutshof in der Stadtgemeinde Raabs an der Thaya in Niederösterreich.
Der Wilhelmshof, der zugleich eine Ortschaft und eine Katastralgemeinde innerhalb der Stadtgemeinde bildet, befindet sich nordöstlich von Weikertschlag an der Thaya in Sichtweite der Grenze zur Republik Tschechien. Im Postlexikon von 1864 wird der Ort noch als Wilhelmsdorf geführt, weil hier auch eine kleine Arbeitersiedlung bestanden hat.